# Untergriesbach (Aichach)
Untergriesbach ist ein Gemeindeteil der Stadt Aichach im Landkreis Aichach-Friedberg (Regierungsbezirk Schwaben, Bayern).

## Geographie
Das Dorf Untergriesbach liegt im Donau-Isar-Hügelland und damit im Unterbayerischen Hügelland, das zum Alpenvorland, einer der Naturräumlichen Haupteinheiten Deutschlands, gehört.
Der Gemeindeteil liegt ca. 1,5 km östlich der Stadtmitte von Aichach. Er ist nahezu mit der Kernstadt Aichach zusammengewachsen.
Der Ortsname stammt vom Griesbach, der nördlich von Untergriesbach entspringt, östlich von Untergriesbach einen Schlenker nach Westen macht, durch den Ort und die Stadtmitte von Aichach fließt und nördlich der Altstadt als rechter Zufluss in die Paar mündet.
Direkt westlich an Untergriesbach vorbei verläuft in südnördlicher Richtung die Bundesstraße 300, von der Untergriesbach eine eigene Ausfahrt Aichach-Untergriesbach besitzt. Von Westen aus dem Stadtzentrum von Aichach kommt die Kreisstraße AIC 2, durchquert Untergriesbach und führt weiter Richtung Osten nach Allenberg.

## Geschichte
Der Namensteil „Gries“ im Ortsnamen deutet auf den sandigen Feinkies hin, den man früher „Gries“ nannte und der an den rechten Ufern der Paar zu finden ist. Wegen dieses leichten Bodens wurde das Gebiet um Untergriesbach schon früh besiedelt. Es wird angenommen, dass seit etwa 4000 Jahren Leute in Untergriesbach wohnen. Archäologische Funde an der Quelle des Griesbacherls werden um 2000 vor Christus datiert. Dies war die Zeit der Jungsteinzeit.
Urkundlich erwähnt wurden die Höfe am Griesbacherl und an der Freisinger Straße erstmals im 12. Jahrhundert. Berthold von Hausen, ein Adeliger aus dem Geschlechte der Herren von Walchshofen, schenkte um 1180 eine Hube in Griezbach an das Reichsstift St. Ulrich in Augsburg.
Am Ort hat sich nie eine geschlossene Grundherrschaft gebildet. Das heißt, dass sich das Gebiet um Untergriesbach immer mehrere Fürsten oder Klöster teilten. Über die Klostergüter konnten die Pfalzgrafen und späteren Herzöge von Bayern ihre Vogtgewalt ausüben. Da ein Kloster die gerichtlichen Interessen nicht durchsetzen konnte, musste dies ein weltlicher Fürst oder Richter für sie tun. Die Adeligen konnten die Gerichtsbarkeit selbst ausüben. Oftmals vertraten sie auch die Klöster und waren somit auf einfache Weise die Herren des Ortes, obwohl diese Dörfer den mit der Ausübung der Gerichtsbarkeit beauftragten vielleicht überhaupt nicht gehörte. So übte beispielsweise Pfalzgraf Otto um 1130 die Gerichtsbarkeit über die Güter von St. Ulrich östlich des Lechs aus. Untergriesbach war stets dem Landrichter in Aichach unterstellt. Die Aufteilung an kirchlichen Grundherren, wie wir sie durch alle Jahrhunderte verfolgen können, gewährleistete eine ruhige Entwicklung und stabile wirtschaftliche Verhältnisse.
Bei der Musterung 1517 bildete „Nyederngruessbach“ eine eigene Hauptmannschaft und konnte zwei Soldaten und sechs Mann dem Herzog für den Kriegsdienst stellen. 1522 waren es neun Männer.
Im Zuge der Neuordnung Bayerns nach 1803 kam das Dörflein zusammen mit Ecknach, Eitershofen, Nisselsbach, der Tränkmühle und der Untermühle, jetzt Aktienkunstmühle, zum Steuerdistrikt Aichach.
1818 bildete man die Gemeinde Untergriesbach, da sie die Mindestzahl von 20 Familien erreichte. Die Ortschaft konnte nicht zur Stadt Aichach kommen, weil sie außerhalb des Burgfriedens und der Stadtmauer gelegen ist.
Untergriesbach gehört zur katholischen Pfarrei Mariä Himmelfahrt in Aichach.
Am 1. Januar 1970 wurde die bis dahin im Landkreis Aichach selbstständige Gemeinde Untergriesbach im Zuge der Gebietsreform in Bayern in die Stadt Aichach eingegliedert.